# Herênia Etruscila
Herênia Estruscila foi uma imperatriz-consorte romana, esposa do imperador Décio. Assim como a maioria das imperatrizes do século III, quase nada se sabe sobre ela. Provavelmente oriunda de uma família senatorial, ele foi regente de seu filho Hostiliano quando Décio e seu outro filho, Herênio Etrusco, foram mortos na Batalha de Abrito. Depois da morte dele, ela desapareceu do registro histórico. Supõe-se que seus ancestrais se assentaram em terras na Etrúria.
É provável que Herênia tenha se casado com Décio antes de 230 e recebeu o título de augusta.